# Hattoriella subcrispa
Hattoriella subcrispa är en bladmossart som först beskrevs av Theodor Carl Karl Julius Herzog, och fick sitt nu gällande namn av Bakalin. Hattoriella subcrispa ingår i släktet Hattoriella och familjen Jungermanniaceae. Inga underarter finns listade i Catalogue of Life.